# Potential Breakup Song
«Potential Breakup Song» (с англ. — «песня грядущего расставания») — электропоп песня, написанная американской подростковой поп-группой Aly & AJ. Является первым синглом с их второго студийного альбома Insomniatic. Это был успешный сингл летом и ранней осенью 2007 года. Стал самым успешным синглом группы. В то же время был самым продаваемым синглом Hollywood Records. Этот сингл был продан более чем миллионом экземпляров и получил платиновый статус от RIAA.
Журнал Time дал «Potential Break Up Song» девятое место и назвал одним из лучших песен 2007 года.

## Информация о песне
Существуют две версии этой песни, которые находятся на радио. Одна из них является официальной версии альбома, которая играет на основном радио, в то время как версия со всеми насилиями и сексуальными темами удалены на Radio Disney. В хоре, «Gettin’me», отредактированная версия добавляет «to» между «gettin'» и «me». В середине «without me you’re gonna die», «die» заменяется на «cry». Эта песня является их первый сингл электропоп-танцевальной музыки жанра.
Большая часть мелодий по образцу песни Дела Шенона «Runaway».

## Релиз сингла
Сингл, выпущенный на Radio Disney 12 мая 2007 года, отличался от оригинала, нежели чем официальная версия сингла. Песня стала доступна для продажи в США iTunes 26 июня 2007 года вместе с предварительным заказом предлагали третий студийный альбом Insomniatic.
Сингл был выпущен в цифровом виде в Великобритании с 1 октября 2007 года, после физической сингл релиз 8 октября. Альбом выходит через две недели — 22 октября. Это была вторая в Великобритании песня (сингл) группы, когда она была выпущена в октябре, после их дебюта Великобритании сингл «Chemicals React», не попал в чарты в Великобритании в мае 2007 года. Кроме того, бонус-трек для издания Wal-Mart США коллекционную «Careful With Words» выступает в качестве стороны А и B-стороне сингла в Соединённом Королевстве.
В Великобритании сингл пропал из магазинов, в результате чего только будет доступен в цифровом виде.

### Релиз
| Дата           | Страна         | Формат           | Лейбл             |
| -------------- | -------------- | ---------------- | ----------------- |
| 12 мая 2007    | United States  | Radio Disney     | Hollywood Records |
| 26 июня 2007   | United States  | Mainstream radio | Hollywood Records |
| 26 июня 2007   | United States  | Digital download | Hollywood Records |
| 1 октября 2007 | Великобритания | Digital download | EMI               |
| 8 октября 2007 | Великобритания | CD single        | EMI               |

## Список композиций
| №  | Название                                     | Автор(ы)                                                     | Длительность |
| -- | -------------------------------------------- | ------------------------------------------------------------ | ------------ |
| 1. | «Potential Breakup Song» (Radio Disney Edit) | Alyson Michalka, Amanda Michalka, Antonina Armato, Tim James | 3:35         |

| №  | Название                 | Автор(ы)                                                     | Длительность |
| -- | ------------------------ | ------------------------------------------------------------ | ------------ |
| 1. | «Potential Breakup Song» | Alyson Michalka, Amanda Michalka, Antonina Armato, Tim James | 3:39         |

| №                   | Название                  | Длительность |
| ------------------- | ------------------------- | ------------ |
| 1.                  | «Potential Break Up Song» | 3:39         |
| 2.                  | «Careful With Words»      | 2:20         |
| Общая длительность: | Общая длительность:       | 5:59         |

- The Radio Disney version of the song contains different lyrics and is slightly shorter in length.

## Музыкальное видео
Клип, режиссёром которого был Крис Аппельбаум, был снят 17 мая 2007 года. Его премьера состоялась на Total Request Live 18 июня 2007 года. Он дебютировал под номером 10 на «TRL» 21 августа 2007 года, а достиг пиковой позиции под номером 6 на 29 августа 2007 года. 18 июля 2007 года, клип на сингл достиг номер один в Top 10 Video Countdown AOL Music.
Видео показывает Аманду Мичалка и её старшую сестру Элисон Мичалка. Они поют «Potential Break Up Song» на сером фоне; сами девушки одеты в чёрное. В конце видео, черные чернила и плавающие на воздухе пятна чистой бумаги формируются в новый логотип группы, а также последовательность букв Hugs and Kisses. Она также включает в себя веб-адрес PotentialBreakup.com.
В версии Disney Channel, Radio Disney песни используются другие слова. Версия также не включает в себя веб-адреса в конце. Клип иногда показывается на Nickelodeon в Азии.
По состоянию на 10 марта 2010 клип просмотрели 33 417 707 человек, утверждая, что это Hollywood Records. Музыкальное видео посмотрели люди всех народов и стран. Музыкальные клипы Hollywood Records впереди, такие как: Aly & AJ, Деми Ловато — «La La Land»; Майли Сайрус — «Start All Over», «Fly On The Wall», «The Climb», «Party In The U.S.A», и Ванесса Хадженс — «Sneakernight», «Say OK» (в порядке от наименьшего к высшему просмотров).

## Чарты
«Potential Breakup Song» дебютировал под номером 77 в США в хит-параде «Billboard Hot 100» 5 июля 2007 года. Песня выступила под номером 17, став лучшим синглом группы на Hot 100. Поскольку песня стала падать вниз график, опустившись на номер 50 примерно через месяц после своего пика, песня восстановилась в норму до 41 числа, Aly и AJ стали одним из организаторов MTV’S TRL на одну неделю. По состоянию на март 2009 года, песня имеет статистику свыше 1000 цифровых скачиваний в США, что позволяет ему быть сертифицированным платиной от RIAA.
В Соединённом Королевстве, сингл был выпущен для загрузки на 1 октября 2007 года и дебютировал под номером 33 на UK Singles Chart. Вслед за выпуском физических CD, песни позже выступила на номер 22 в Великобритании.

### Позиции в чартах
| Chart (2007—2008)                           | Peak position |
| ------------------------------------------- | ------------- |
| Канада (Billboard Canadian Hot 100)         | 72            |
| Европа (Billboard European Hot 100 Singles) | 65            |
| Нидерланды (Single Top 100)                 | 83            |
| Ирландия (IRMA)                             | 16            |
| Норвегия (VG-lista)                         | 18            |
| США (Billboard Hot 100)                     | 17            |
| США (Billboard Pop Airplay)                 | 19            |
| Великобритания (OCC UK Singles)             | 22            |

### Позиции в конце года
| Чарт (2007)         | Позиция |
| ------------------- | ------- |
| Россия (Love Radio) | 81      |

| Чарт (2008)          | Позиция |
| -------------------- | ------- |
| Россия (Европа Плюс) | 15      |

## Использование в поп-культуре
- «Potential Break Up Song» играет в видеоигре Thrillville: Off the Rails.
- «Potential Break Up Song» играет в эпизоде 2 The Miley and Mandy Show.

## Песни в версии Эми Судзуки
«Potential Breakup Song» был спет японской певицей Эми Судзуки под лейблом Avex Trax. Он был выпущен 28 ноября 2007 года.
Песня была использована в японском фильме ужасов «X-Cross», в котором Судзуки играет главную роль, наряду с оригинальной версией Aly & AJ. Сингл производства японского диджея Sugiurumn имеет более сильный клуб, чем версия Aly & AJ.
В июне 2008 года было объявлено, что этот сингл будет для Судзуки последним.

### Список композиций
1. «Potential Breakup Song»
2. «Feel the Beat»
3. «Potential Breakup Song» （Sugiurumn Remix）
4. «Potential Breakup Song» （Instrumental）

### Позиции в чартах
Oricon Sales Chart (Japan)
| Релиз          | Чарт                        | Позиция | Первая неделя продаж | Всего продаж | Всего чартов |
| -------------- | --------------------------- | ------- | -------------------- | ------------ | ------------ |
| 28 ноября 2007 | Oricon Daily Singles Chart  | 16      |                      |              |              |
| 28 ноября 2007 | Oricon Weekly Singles Chart | 34      | 4,151                | 5,315        | 5 weeks      |